# گروه روارک کپیتال
گروه روارک کپیتال (انگلیسی: Roark Capital Group) شرکت سرمایه‌گذاری آمریکایی است، که در سال ۲۰۰۱ تأسیس شد.